# ㅋㅋ
ㅋㅋは、大韓民国のインターネット新造語で、ハングルの子音のいずれかである「ㅋ」を利用して笑い声を表現したものである。擬声語である「クックッ」(큭큭)、「キックキック」(킥킥)をチョソンチェに短縮したものと解釈するのが一般的であり、ㅋの数に応じて、意味と感じが変わる。
この新造語がいつから使われているかは正確にわかっていないが、1990年代末のチャットの文化で発展した通信体から始まったと見るのが最も説得力のある説として受け入れられている。今もテキストメッセージ、モバイルメッセンジャー、掲示板やブログの記事とコメント、電子メールなどで幅広く使われる新造語である。

## 用法
笑は「ㅋ」から「ㅋㅋㅋㅋㅋㅋㅋㅋㅋㅋㅋㅋㅋㅋㅋㅋㅋㅋㅋㅋㅋㅋㅋㅋㅋㅋㅋㅋ...」まで多様に使われる。ㅋの数に応じて意味は異なる。
- ㅋ - 笑い自体というよりは口元が少し上がった状況という感じを与える。ex. 그래ㅋ(そうね) 좋넼ㅋ(いいね) 응ㅋ(うん)
- ㅋㅋ - 形式的なニュアンスを与える。「そうだな」という意味を表す。会話では儀礼的にチュイムセ(추임새)を入れることもある。
- ㅋㅋㅋ - 比較的中立でありながら、最も多く使用される用法である。笑顔の感情をそのまま表現するというようなニュアンスを持つ。
- ㅋㅋㅋㅋ... - 「本当に笑わせる」というニュアンスを持つ。4個からそれ以上は意味と感情の強さがほぼ同じで、このような点で「ㅋㅋㅋㅋ」は、実質的に笑わせることを表現する最小の条件に該当する。